# バーゼル交響楽団
バーゼル交響楽団（Sinfonieorchester Basel）は、スイスのバーゼル市を拠点とするオーケストラ。バーゼル劇場（Theater Basel）の座付きオーケストラでもある。団員96名の4管編成。

## 概要
1997年に旧バーゼル交響楽団（Basler Sinfonieorchesters）とバーゼル放送交響楽団(Radio-Sinfonieorchester Basel)が合併して発足した。

## 歴代首席指揮者
- マリオ・ヴェンツァーゴ (1993年-2003年)
- マルコ・レトーニャ (2003年-2006年)
- デニス・ラッセル・デイヴィス (2009年-2016年)
- アイヴァー・ボルトン (2016年-2025年)
- マルクス・ポシュナー（英語版） (2025年- ) 次期首席指揮者[1]

## 合併以前

### 旧バーゼル交響楽団
前身の一つの旧バーゼル交響楽団は1876年創立で、歴代の指揮者としてホルスト・シュタイン、モーシェ・アツモン、アルミン・ジョルダン、ヴァルター・ヴェラーらがいる。

### バーゼル放送交響楽団
もう一方の前身バーゼル放送交響楽団は1924年結成で、歴代の指揮者としてマティアス・バーメルト、ネルロ・サンティらがいる。ちなみにベルリン・フィルハーモニー管弦楽団の首席フルート奏者のエマニュエル・パユが1989年から1992年まで首席フルート奏者として在籍していたことがある。